# Crease Island
Crease Island ist eine Insel zwischen dem Festland, hier den Küstenbergen der Northern Pacific Ranges, der kanadischen Provinz British Columbia und der vorgelagerten Insel Vancouver Island. Crease Island gehört zur Inselgruppe des Broughton-Archipels und liegt im Regional District of Mount Waddington. Außerdem wird die Insel dem Great Bear Rainforest zugerechnet. 
Gemeinden gibt es auf der Insel nicht. Daher ist die Insel auch nicht mit einer öffentlichen Fähre erreichbar.
Crease Island gehört vollständig zum Schutzgebiet des Broughton Archipelago Conservancy. Die umliegenden Inseln und Gewässer gehören entweder auch zum Schutzgebiet des Broughton Archipelago Conservancy oder alternativ zum Broughton Archipelago Marine Provincial Park.

## Lage
Die Insel liegt am östlichen Ende der Königin-Charlotte-Straße, außerdem befindet sich nördlich der Insel das westliche Ende des Knight Inlet. Innerhalb der Inselgruppe liegt die Insel dann im zentralen Südwesten. Nördlich des Knight Inlet liegt dann, neben verschiedenen kleineren Inseln, Midsummer Island. Östlich der Insel sowie weiterer verschiedener kleiner Inseln liegt Village Island. Südlich der Insel befinden sich zahlreiche kleine und kleinste Inseln und südlich dieser dann Harbledown Island. Westlich von Crease Island liegt Swanson Island.

## Namensherkunft
Bis 1905 trug die Insel den Namen „Lewis Island“, bevor das Geographic Board of Canada den Namen in Crease Island änderte. Ihren neuen Namen bekam die Insel nach dem Anfang 1905 verstorbenen britischen Juristen Henry Pering Pellew Crease. Crease nahm in der zweiten Hälfte des 19. Jahrhunderts erst in der Kolonie Vancouver Island, dann in der Vereinigten Kolonien von Vancouver Island und British Columbia und schließlich in der Provinz British Columbia wichtige Aufgaben in der Rechtsprechung, erst als erster Barrister der Kolonie, dann als Attorney General und schließlich als Richter am „Supreme Court of British Columbia“ wahr.